# Boston (Geòrgia)
Boston és una població dels Estats Units a l'estat de Geòrgia. Segons el cens del 2000 tenia 1.417 habitants.

## Demografia
Segons el cens del 2000, Boston tenia 1.417 habitants, 553 habitatges, i 382 famílies. La densitat de població era de 245,3 habitants per km².
Dels 553 habitatges en un 34% hi vivien nens de menys de 18 anys, en un 33,8% hi vivien parelles casades, en un 29,5% dones solteres, i en un 30,9% no eren unitats familiars. En el 28% dels habitatges hi vivien persones soles el 13% de les quals corresponia a persones de 65 anys o més que vivien soles. El nombre mitjà de persones vivint en cada habitatge era de 2,56 i el nombre mitjà de persones que vivien en cada família era de 3,13.
Per edats la població es repartia de la següent manera: un 31,1% tenia menys de 18 anys, un 6,8% entre 18 i 24, un 27% entre 25 i 44, un 21,9% de 45 a 60 i un 13,1% 65 anys o més.
L'edat mediana era de 35 anys. Per cada 100 dones de 18 o més anys hi havia 5 homes.
La renda mediana per habitatge era de 5 $ i la renda mediana per família de 6,00 $. Els homes tenien una renda mediana de 20.605 $ mentre que les dones 17.135 $. La renda per capita de la població era de 9.622 $. Entorn del 29,8% de les famílies i el 32,9% de la població estaven per davall del llindar de pobresa.

## Poblacions més properes
El següent diagrama mostra les poblacions més properes.